# Психопатология
Психопатоло́гия (греч. ψυχή — «душа», греч. πάθος — «болезнь», греч. λογος — «ученье») — раздел психиатрии и клинической психологии, занимающийся изучением расстройств психики с точки зрения медицины и психологии. Основные методы — клиническое наблюдение и беседа.

## Разделы
- Общая психопатология — изучает основные, свойственные многим психическим болезням, закономерности проявления и развития патологии психической деятельности, общие вопросы этиологии и патогенеза, природу психопатологических процессов, их причины, принципы классификации, методы исследования и лечения.
- Частная психопатология — изучает отдельные психические заболевания, их этиологию, патогенез, клинику, закономерности развития, способы лечения и восстановления трудоспособности. Речь при отдельных психических заболеваниях изучается в рамках патопсихолингвистики.